# Маленькая (приток Ромашкины)
Маленькая — река в России, протекает по Томской области. Устье реки находится в 4 км по левому берегу реки Ромашкина. Длина реки составляет 11 км.

## Данные водного реестра
По данным государственного водного реестра России относится к Верхнеобскому бассейновому округу, водохозяйственный участок реки — Обь от впадения реки Васюган до впадения реки Вах, речной подбассейн реки — Васюган. Речной бассейн реки — (Верхняя) Обь до впадения Иртыша.